# Psychoda solitaria
Psychoda solitaria är en tvåvingeart som beskrevs av Eaton 1913. Psychoda solitaria ingår i släktet Psychoda och familjen fjärilsmyggor.
Artens utbredningsområde är Seychellerna. Inga underarter finns listade i Catalogue of Life.